# Syzygium bamagense
Syzygium bamagense är en myrtenväxtart som beskrevs av Bernard Patrick Matthew Hyland. Syzygium bamagense ingår i släktet Syzygium och familjen myrtenväxter. Inga underarter finns listade i Catalogue of Life.